# Austrian Open
Austrian Open — пригласительный снукерный турнир, который проходит с 2007 года в Австрии.
Этот турнир является профессионально-любительским (Pro-Am), то есть в нём могут участвовать как профессионалы, так и любители. 
Турнир не входит в сезон мэйн-тура. В Austrian Open принимает участие большое количество игроков, из которых некоторые являются известными профессионалами из мэйн-тура.
22 мая 2010 года действующий чемпион мира Нил Робертсон сделал максимальный брейк. Ещё один максимум в активе Стюарта Бинэма.

## Победители
| Год                  | Место проведения   | Победитель  | Финалист      | Счёт |
| -------------------- | ------------------ | ----------- | ------------- | ---- |
| 2007                 | Вельс, Rotax-Halle | Том Форд    | Стивен Ли     | 5:4  |
| 2008                 | Вельс, Rotax-Halle | Райан Дэй   | Джейми Коуп   | 6:4  |
| 2009 — не проводился |                    |             |               |      |
| 2010                 | Вельс, Rotax-Halle | Джадд Трамп | Нил Робертсон | 6:4  |